# Chaetomium
Chaetomium ist eine Gattung der Schimmelpilze in der Abteilung der Schlauchpilze (Ascomycota).

## Beschreibung
Chaetomium-Kolonien zeichnen sich durch ein oftmals sehr schnelles, wollig-weißes Wachstum aus. Ältere Kolonien färben sich dunkelbraun bis schwarz, weshalb der Pilz als einer der Schwärzepilze bekannt ist.
Chaetomium kann sich sowohl asexuell über Konidien als auch sexuell über Sporen (Ascosporen) vermehren.
Die Fruchtkörper, die sich an älteren Chaetomium-Kolonien bilden, erreichen etwa Stecknadelkopfgröße. Diese sogenannten Perithecien bilden haarförmige Fruchtkörperanhängsel. Tatsächlich ist diese „Behaarung“ das auffälligste Merkmal der Perithecien von Chaetomium. Die Sporen sind mit circa 12 µm Länge vergleichsweise groß und schlecht flugfähig.
Die Gattung umfasst zahlreiche Arten, die als schwer unterscheidbar gelten. Wichtige Unterscheidungsmerkmale bieten die Sporen des Pilzes, die sich in Größe, Form und Farbe unterscheiden. Ihre Form reicht von rundlich bis ellipsenförmig mit teils spitz zulaufenden Enden. Die Sporen von Chaetomium spinosum sind hingegen fast eiförmig (siehe Abbildungen bei Doveri.)
Die Haare sind ein weiteres Unterscheidungsmerkmal. Abhängig von der Art gibt es gerade, gewundene, spiralförmig gebogene, nur am Ende umgebogene oder auch verzweigte Haare.

## Verbreitung
Chaetomium findet auf der ganzen Welt Verbreitung. In der Natur trägt er zur Verwertung abgestorbener organischer Verbindungen bei. Im Innenraum ist er ein Materialzerstörer. Er zerstört Farben und Anstriche durch den Abbau von Tensiden, Weichmachern und Bindemitteln. Papier und Tapeten zerfrisst Chaetomium mithilfe selbst gebildeter Enzyme, begleitet von einem modrig-muffigen „Schimmelpilzgeruch“. In Holz und Textilien aus Pflanzenfasern baut Chaetomium die Cellulose der pflanzlichen Zellwände ab, so dass diese ihre Reißfestigkeit verlieren.
Der Pilz hat sein Wachstumsoptimum bei 18–24 °C. Der bevorzugte pH-Wert liegt im neutralen Bereich. Gleichzeitig benötigt Chaetomium mit aW = 0,9 eine sehr hohe Wasseraktivität, um keimen zu können, weshalb er im Innenraum meist im Zusammenhang mit Wasserschäden auftritt. Auch in feuchten Aktenlagern ist er regelmäßig nachzuweisen.

## Bedeutung

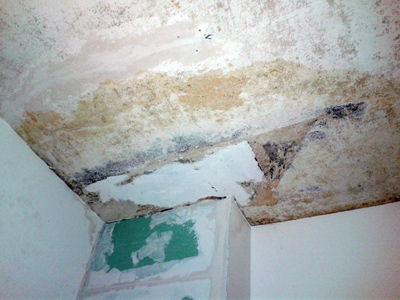
Chaetomium-Befall an einer Zimmerdecke nach einem Wasserschaden

Chaetomium hat eine Bedeutung als Materialverwerter. Neben den unerwünschten Tätigkeiten des Pilzes in Wohnräumen kommt Chaetomium eine wichtige Rolle in der Zucker-Industrie und als Stabilisator zu, da er unter geeigneten Lebensbedingungen das Enzym Dextranase bildet.
Einige Chaetomium-Arten bilden sogenannte Mykotoxine (Schimmelpilzgift). Eines davon ist Chaetomin, welches nach der unten angegebenen Literatur nephrotoxisch (nierenschädigend), zytotoxisch (zellschädigend) und antibiotisch (keimtötend bei einigen Bakterien, ähnlich wie Penicillin) wirkt. Zudem sind Chaetomium-Spezies für Infektionen verschiedener menschlicher Organe und ihr allergenes Potential bekannt.

## Systematik
Die Gattung Chaetomium umfasst circa 95 Arten, wobei Chaetomium globosum und Chaetomium murorum wahrscheinlich die bekanntesten sind.